# One New York Plaza
One New York Plaza este o clădire ce se află în New York City.